# 泰勒縣 (縣治米德爾本)
泰勒縣（英語：Tyler County）是美国西維吉尼亞州西北部的一個縣，西隔俄亥俄河與俄亥俄州相望。面積675平方公里。根据2020年美国人口普查，共有人口9,592人。縣治米德爾本 (Middlebourne)。
成立於1814年12月16日。縣名紀念老約翰·泰勒，第十任美國總統約翰·泰勒的父親。